# Chūō, Tokyo

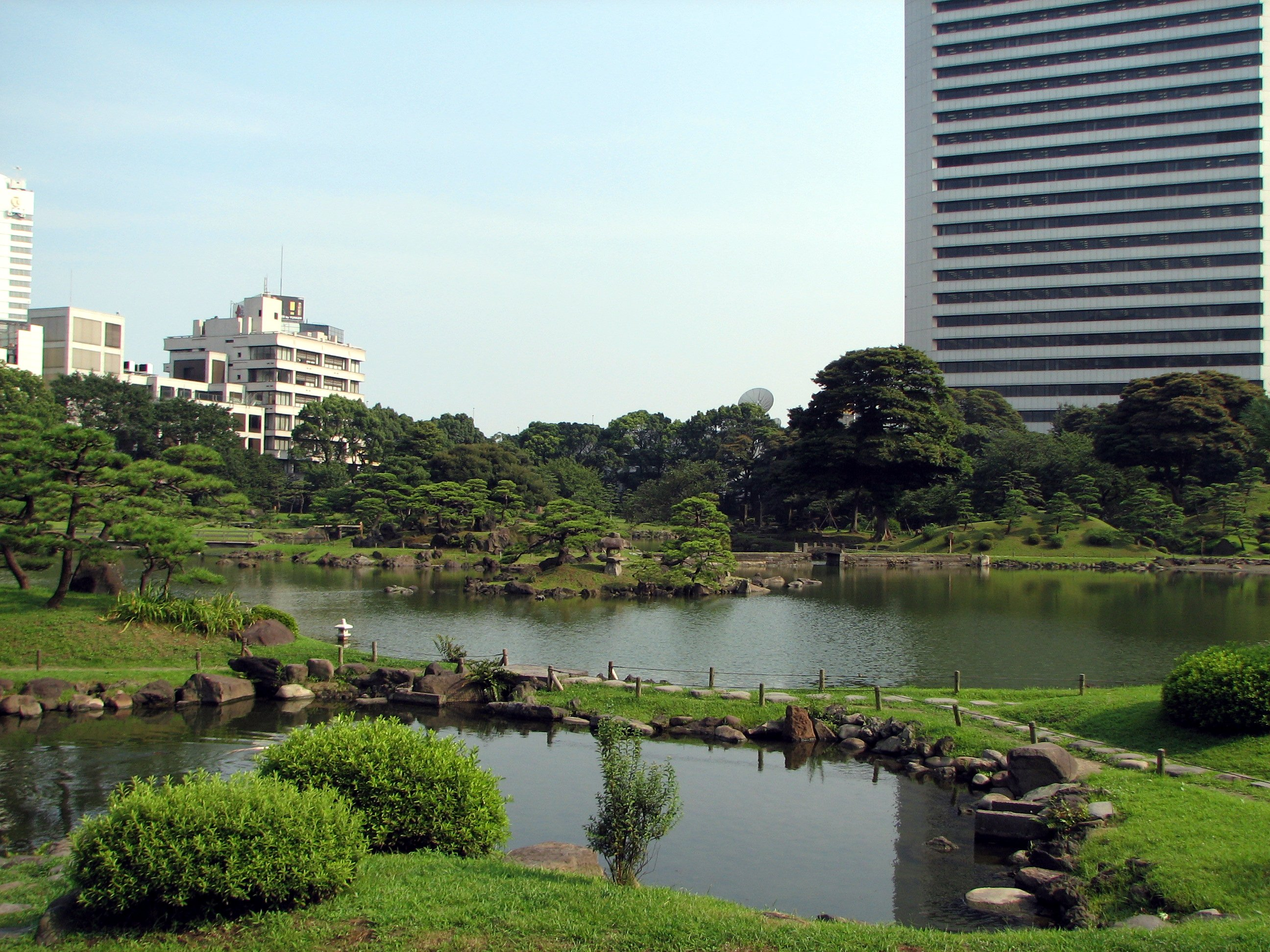
Kyushiba-Rikyuen- trädgårdarna i Chuo

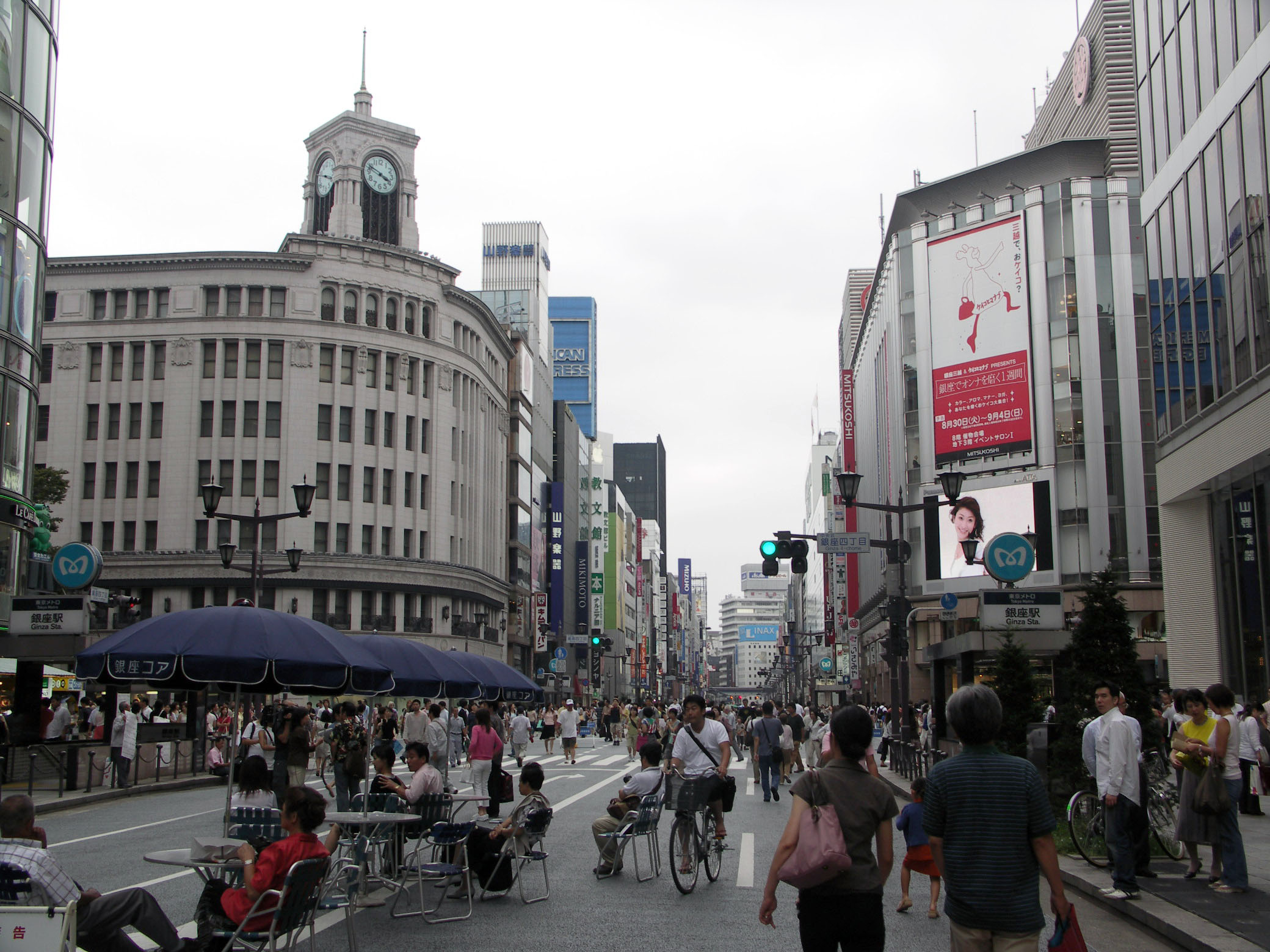
På helgerna stängs vissa gator i Ginza för biltrafik.

Chūō (japanska: 中央区, Chūō-ku) är en stadsdelskommun i Tokyo. Här ligger bland annat den gamla myntslagarstadsdelen och numera affärsdistriktet Ginza och Nihonbashi som är startpunkt i det japanska vägnätet.

## Distrikt i Chūō
- Hakozakicho (箱崎町)
- Hamacho (浜町)
- Hisamatsucho (久松町)
- Higashi Nihonbashi (東日本橋)
- Honcho (本町)
- Hongokucho (本石町)
- Horidomecho (堀留町)
- Kabutocho (兜町)
- Kakigaracho (蛎殻町)
- Kayabacho (茅場町)
- Kodenmacho (小伝馬町)
- Muromachi (室町)
- Nihonbashi (日本橋)
- Ningyocho (人形町)
- Ohdenmacho (大伝馬町)
- Tomizawacho (富沢町)
- Yokoyamacho (横山町)
- Akashicho (明石町)
- Ginza (銀座)
- Hatchobori (八丁堀)
- Hamarikyu-teien (浜離宮庭園)
- Kyōbashi (京橋)
- Minato (湊)
- Shinkawa (新川)
- Shintomi (新富)
- Tsukiji (築地)
- Yaesu (八重洲)
- Harumi (晴海)
- Kachidoki (勝どき)
- Tsukishima (月島)
- Tsukuda (佃)
- Toyomicho (豊海町)